# Sylvilagus mansuetus
Espèce
Statut de conservation UICN

 CR B1ab(ii,iii,v) : 
En danger critique
Sylvilagus mansuetus est une espèce de lapin de la famille des Léporidés endémique du Mexique.

## Menaces et conservation
L'UICN (22 janvier 2023) classe l'espèce en catégorie CR (en danger critique) dans la liste rouge des espèces menacées depuis 2011. L'espèce est menacée par les chats errants, la chasse illégale, la compétition avec les chèvres errantes et la dégradation de son habitat naturel.